# 教区
教区（きょうく、ラテン語: dioecesis、英: diocese）とは、宗教組織が行政や布教活動などのために地域ごとに設定する単位。
カトリック教会のdioceseは司教区、聖公会のdioceseは主教区と訳されることもある。

## キリスト教の教区
キリスト教の教区は、一定地域にある教会をまとめた教会行政上の単位である。主教・司教（羅: Episcopus、英: Bishop）、監督などが教区長としてこれを治める。

### カトリック教会の教区

#### 教区の役割
カトリック教会においては、主に司教が管轄するため司教区とも呼ぶ。司祭（主任司祭）が管轄する教会をまとめた単位で、教区長である司教がこれを管理する。主任司祭が管轄する下位単位には小教区・聖堂共同体などがある。
教区には、歴史や規模によって大司教（羅: Archiepiscopus、英: Archbishop）が教区長を務めて治める大司教区（羅: Archidioecesis、英: Archdiocese）があり、いくつかの教区をまとめる教会管区を形成する。しかし教区としての機能、および教区長の権限は司教も大司教も同一である。なお、ローマ教皇は、同時にローマ司教であり、ローマ首都管区の大司教であり、ローマ大司教区の教区長である。
全世界には約2,500の教区があり、それぞれが教皇庁と直結している。また、各教区には必要に応じて、教区長を助ける補佐司教や、教区長の後継者となる継承権を有する協働司教が任命されることがある。

#### 日本のカトリック教会
東京大司教区、札幌司教区、仙台司教区、新潟教区、さいたま教区、横浜司教区、大阪・高松大司教区、名古屋教区、京都司教区、広島司教区、長崎大司教区、福岡司教区、大分司教区、鹿児島司教区、那覇教区の15の教区（司教区）に分かれている。

#### フィリピンのカトリック教会
フィリピンには16の大司教区、50の司教区があり、教区司祭、修道司祭、修道女らが教区民に対する司牧活動にあたっている。

### 聖公会の教区
世界に広がるイングランド国教会系列の教会である聖公会（アングリカン・コミュニオン）においても、カトリック教会や正教会とほぼ同様の概念として、教会管区およびその中の下位組織である教区の制度がある。ただし、小教区の制度は設けていない場合もある。各教区は、必ず主教によって統括される。

#### 日本聖公会
日本聖公会は単一の教会管区で成り立っており、その中には2021年現在11の教区が設けられている。管区事務所は東京都新宿区にある牛込聖公会聖バルナバ教会（2020年12月31日をもって教会運営を終了）の敷地内に置かれている。

### 正教会

#### 日本ハリストス正教会
日本ハリストス正教会の用語では主教区ともいう。大主教が管掌する教区は大主教区、府主教が管掌する教区は府主教区と呼ぶ。

## 仏教の教区
仏教でも、教区が設定され、教区ごとに宗務所や教区事務所が置いたり、教師と呼ばれる僧侶資格者から宗議会など各宗派の議決機関の代議員を選出している宗派もある。

### 浄土真宗本願寺派
浄土真宗本願寺派では、北海道教区、東北教区、東京教区、長野教区、国府教区、新潟教区、富山教区、高岡教区、石川教区、福井教区、岐阜教区、東海教区、滋賀教区、京都教区、奈良教区、大阪教区、和歌山教区、兵庫教区、山陰教区、四州教区、備後教区、安芸教区、山口教区、北豊教区、福岡教区、大分教区、佐賀教区、長崎教区、熊本教区、宮崎教区、鹿児島教区、沖縄県宗務特別区の31教区を設けている。